# Maria Andreescu
Maria Andreescu (n. 28 ianuarie 1923, Corbi, județul Argeș – d. 12 iulie 1981, comuna Nucș) a fost o susținătoare a mișcării de rezistență din Muscel.

## Biografie
S-a născut în comuna Corbi din județul Argeș. A fost fiica lui Nicolae și  Elena Cujbescu (moașa satului). A fost căsătorită cu preotul Nicolae Andreescu cu care a avut doi copii. Alături de soț, unul din cei mai devotați sprijinitori ai Grupului de rezistență anticomunistă de la Nucșoara, s-a implicat în susținerea membrilor grupului cu alimente, îmbrăcăminte și informații. După capturarea grupului Arnăuțoiu, Maria Andreescu și soțul ei au fost arestați și anchetați de Securitate.
În noaptea de 18 spre 19 iulie 1959, preotul Nicolae Andreescu a fost condamnat la moarte și executat la penitenciarul Jilava, alături de alți 15 oameni. Maria Andreescu a fost condamnată de Tribunalul Militar al Regiunii a II-a Militară la 15 ani muncă silnică, 5 ani degradare civică și confiscarea totală a averii. Maria Andreescu a fost eliberată din detenție pe data de 23 iunie 1964 și a încetat din viață la 12 iulie 1981.